# Anne Sexton
Anne Sexton (Newton, Massachusetts, 9. studenog 1928. – Weston, Massachusetts, 4. listopada 1974.), bila je američka pjesnikinja.

## Životopis
Rođena je kao Anne Gray Harvey. Djetinjstvo je provela u Bostonu u dobrostojećoj anglosaksonskoj protestantskoj obitelji. Školovala se u ženskom internatu i neko se vrijeme u mladosti bavila manekenstvom. Godine 1948. pobjegla je od kuće i udala se za Afreda Mullera Sextona, s kojim je dobila dvoje djece (književnicu Lindu Gray Sexton i Joyce Sexton) i od koga se naposljetku, početkom sedamdesetih razvela. 
Nakon drugog živčanog sloma 1955., liječnik joj predlaže da u sklopu psihoterapije počne pisati. Učlanivši se u poetsku radionicu Johna Holmesa započela je svoju pjesničku egzistenciju.
Od velike važnosti bio je i susret s "konfesionalnim" pjesnikom Robertom Lowellom 1959. u njegovoj pjesničkoj radionici u Bostonu gdje se sprijateljila sa Sylvijom Plath.
Od autora koji su bitnije utjecali na njezin poetski rad, najznačajniji su W. D. Snodgrass i Maxine Kumin, s kojom je razmjenjivala rukopise podvrgavajući ih vrlo često rigoroznim kritičkim revizijama. 
Za svoju treću knjigu "Live or Die" dobila je 1967. Pulitzerovu nagradu. 
Nikada se nije uspjela riješiti svoje zagonetne duševne bolesti, koja do samog kraja nije klinički jednoznačno dijagnosticirana. U stanju jakog rastrojstva, dodatno iscrpljena alkoholizmom, beskrajnim terapijama i lijekovima, 4. listopada 1974. samoj sebi oduzima život, otrovavši se u garaži ugljičnim monoksidom, s čašom votke u ruci i upaljenim radiom na prednjem sjedalu svog crvenog Mercury Cougara. Sahranjena je na groblju Forest Hill Cemetery u Jamaica Plainu, u Bostonu, Massachusettsu.

## Poetika
Ubraja se u tzv. "konfesionalne" pjesnike. Pisala je hrabro i izravno, bez ikakvih puritanskih ograda o depresiji, usamljenosti, samoubojstvu, očaju, braku, majčinstvu, abortusu, masturbaciji, menstruiranju i preljubima. Srušila je u tematskom smislu mnoge barijere u američkoj poeziji, i jedna je od prvih autorica koje su na velika vrata u američku književnost, a napose u liriku, uvele tzv. žensko pismo i "žensko" pitanje uopće. 

## Djela
- To Bedlam and Part Way Back (1960.)
- All My Pretty Ones (1962.)
- Live or Die (1966.)
- Love Poems (1969.)
- Transformations (1971.)
- The Book of Folly (1972.)
- The Death Notebooks (1974.)
- The Awful Rowing Toward God (1975.)
- 45 Mercy Street (1976.)
- Words for Dr. Y. (1978.)
- Uncollected Poems (1978.)